# كسوف الشمس 22 مايو 2077
سيحدث كسوف كلي للشمس يوم السبت 22 مايو 2077. يحدث كسوف الشمس عندما يمر القمر بين الأرض والشمس ، وبالتالي يحجب صورة الشمس كليًا أو جزئيًا عن مشاهد على الأرض. يحدث الكسوف الكلي للشمس عندما يكون القطر الظاهري للقمر أكبر من قطر الشمس ، مما يحجب كل ضوء الشمس المباشر ، ويحول النهار إلى ظلام. تحدث الكلية في مسار ضيق عبر سطح الأرض ، مع كسوف جزئي للشمس مرئي فوق المنطقة المحيطة بعرض آلاف الكيلومترات.

## الخسوفات ذات الصلة

### كسوف الشمس 2076-2079
هذا الكسوف هو جزء من سلسلة كسوف الشمس 2076-2079. يتكرر الكسوف في كل 177 يومًا تقريبًا و 4 ساعات في العقد المتناوبة من مدار القمر.
| مجموعات سلسلة كسوف الشمس 2076-2079 | مجموعات سلسلة كسوف الشمس 2076-2079 | مجموعات سلسلة كسوف الشمس 2076-2079 | مجموعات سلسلة كسوف الشمس 2076-2079 | مجموعات سلسلة كسوف الشمس 2076-2079 |
| ---------------------------------- | ---------------------------------- | ---------------------------------- | ---------------------------------- | ---------------------------------- |
| عقدة تصاعدية                       | عقدة تصاعدية                       |                                    | عقدة تنازلية                       | عقدة تنازلية                       |
| ساروس                              | الخريطة                            | ساروس                              | الخريطة                            |                                    |
| 119                                | يونيو 1, 2076 جزئي                 | 124                                | نوفمبر 26, 2076 جزئي               |                                    |
| 129                                | مايو 22, 2077 كلي                  | 134                                | نوفمبر 15, 2077 حلقي               |                                    |
| 139                                | مايو 11, 2078 كلي                  | 144                                | نوفمبر 4, 2078 [الإنجليزية] حلقي   |                                    |
| 149                                | مايو 1, 2079 كلي                   | 154                                | October 24, 2079 [الإنجليزية] حلقي |                                    |

### ساروس 129
وهي جزء من دورة ساروس 129 تتكرر كل 18 سنة و 11 يوماً وتحتوي على 80 حدثاً.
- بدأت السلسلة بكسوف جزئي للشمس في 3 أكتوبر 1103 ،
- وتحتوي على كسوف حلقي في 6 مايو 1464 حتى 18 مارس 1969 ،
- وخسوف هجين من 29 مارس 1987 حتى 20 أبريل 2023
- وخسوفًا كليًا من 30 أبريل 2041 حتى يوليو. 26 ، 2185.
- تنتهي السلسلة عند العضو 80 ككسوف جزئي في 21 فبراير 2528.

كانت أطول مدة للمجموع 3 دقائق و 43 ثانية في 25 يونيو 2131. تحدث جميع الكسوفات في هذه السلسلة عند عقدة القمر الصاعدة.
| تحدث أعضاء السلسلة 46-56 بين عامي 1901 و 2100: | تحدث أعضاء السلسلة 46-56 بين عامي 1901 و 2100: | تحدث أعضاء السلسلة 46-56 بين عامي 1901 و 2100: |
| 46                                             | 47                                             | 48                                             |
| ---------------------------------------------- | ---------------------------------------------- | ---------------------------------------------- |
| فبراير 14, 1915 [الإنجليزية]                   | فبراير 24, 1933 [الإنجليزية]                   | مارس 7, 1951 [الإنجليزية]                      |
| 49                                             | 50                                             | 51                                             |
| مارس 18, 1969 [الإنجليزية]                     | مارس 29, 1987 [الإنجليزية]                     | أبريل 8, 2005                                  |
| 52                                             | 53                                             | 54                                             |
| أبريل 20, 2023                                 | أبريل 30, 2041                                 | مايو 11, 2059 [الإنجليزية]                     |
| 55                                             | 56                                             |                                                |
| مايو 22, 2077                                  | يونيو 2, 2095 [الإنجليزية]                     |                                                |

### سلسلة اينكس
هذا الكسوف هو جزء من دورة اينكس طويلة الأمد ، يتكرر عند العقد المتناوبة ، كل 358 شهرًا سينوديًا (≈ 10571.95 يومًا ، أو 29 عامًا ناقص 20 يومًا).
مظهرها وخط طولها غير منتظمين بسبب عدم التزامن مع الشهر غير الطبيعي (فترة الحضيض). ومع ذلك ، فإن مجموعات 3 دورات اينكس (87 سنة ناقص شهرين) تقترب (≈ 1،151.02 شهرًا غير طبيعي) ، لذا فإن الكسوف متشابه في هذه المجموعات.
في القرن 19:
- ساروس 120: الكسوف الكلي للشمس 1816 نوفمبر 19
- ساروس 121: كسوف هجين للشمس 1845 30 أكتوبر
- ساروس 122: كسوف الشمس الحلقي لعام 1874 أكتوبر 10

| أعضاء سلسلة Inex بين عامي 1901 و 2100:       | أعضاء سلسلة Inex بين عامي 1901 و 2100:       | أعضاء سلسلة Inex بين عامي 1901 و 2100:       |
| -------------------------------------------- | -------------------------------------------- | -------------------------------------------- |
| </img> </br>21 سبتمبر 1903 </br> (ساروس 123) | </img> </br> 31 أغسطس 1932 </br> (ساروس 124) | </img> </br> 11 أغسطس 1961 </br> (ساروس 125) |
| </img> </br> 22 يوليو 1990 </br> (ساروس 126) | </img> </br> 2 يوليو 2019 </br> (ساروس 127)  | </img> </br> 11 يونيو 2048 </br> (ساروس 128) |
| </img> </br> 22 مايو 2077 </br> (ساروس 129)  |                                              |                                              |

في القرن الثاني والعشرين:
- ساروس 130: كسوف كلي للشمس في 3 مايو 2106
- ساروس 131: الكسوف الحلقي للشمس في 2135 أبريل 13
- ساروس 132: كسوف هجين للشمس في 23 مارس 2164
- ساروس 133: الكسوف الكلي للشمس في 2193 مارس 03

### سلسلة ميتونيك
تتكرر السلسلة ميتونيك كل 19 عامًا (6939.69 يومًا) ، وتستمر حوالي 5 دورات. يحدث الكسوف في نفس تاريخ التقويم تقريبًا. بالإضافة إلى ذلك ، تتكرر سلسلة اكتون الفرعية 1/5 من ذلك أو كل 3.8 سنوات (1387.94 يومًا). تحدث جميع الكسوفات في هذا الجدول عند العقدة الهابطة للقمر.
| 21 أحداث الكسوف بين 21 يونيو 1982 و 21 يونيو 2058 | 21 أحداث الكسوف بين 21 يونيو 1982 و 21 يونيو 2058 | 21 أحداث الكسوف بين 21 يونيو 1982 و 21 يونيو 2058 | 21 أحداث الكسوف بين 21 يونيو 1982 و 21 يونيو 2058 | 21 أحداث الكسوف بين 21 يونيو 1982 و 21 يونيو 2058 |
| يونيو21                                           | أبريل 8–9                                         | يناير26                                           | نوفمبر 13–14                                      | سبتمبر 1–2                                        |
| 107                                               | 109                                               | 111                                               | 113                                               | 115                                               |
| ------------------------------------------------- | ------------------------------------------------- | ------------------------------------------------- | ------------------------------------------------- | ------------------------------------------------- |
| يونيو21, 1963                                     | أبريل 9, 1967                                     | يناير26, 1971                                     | نوفمبر 14, 1974                                   | سبتمبر 2, 1978                                    |
| 117                                               | 119                                               | 121                                               | 123                                               | 125                                               |
| يونيو21, 1982 [الإنجليزية]                        | أبريل 9, 1986 [الإنجليزية]                        | يناير26, 1990 [الإنجليزية]                        | نوفمبر 13, 1993 [الإنجليزية]                      | سبتمبر 2, 1997 [الإنجليزية]                       |
| 127                                               | 129                                               | 131                                               | 133                                               | 135                                               |
| يونيو21, 2001                                     | أبريل 8, 2005                                     | يناير26, 2009                                     | نوفمبر 13, 2012                                   | سبتمبر 1, 2016                                    |
| 137                                               | 139                                               | 141                                               | 143                                               | 145                                               |
| يونيو21, 2020                                     | أبريل 8, 2024                                     | يناير26, 2028                                     | نوفمبر 14, 2031                                   | سبتمبر 2, 2035                                    |
| 147                                               | 149                                               | 151                                               | 153                                               | 155                                               |
| يونيو21, 2039 [الإنجليزية]                        | أبريل 9, 2043 [الإنجليزية]                        | يناير26, 2047 [الإنجليزية]                        | نوفمبر 14, 2050 [الإنجليزية]                      | سبتمبر 2, 2054 [الإنجليزية]                       |
| 157                                               |                                                   |                                                   |                                                   |                                                   |
| يونيو21, 2058 [الإنجليزية]                        |                                                   |                                                   |                                                   |                                                   |

## روابط خارجية
- رسومات ناسا
- خريطة تفاعلية للكسوف من وكالة ناسا
- www.solar-eclipse.de - متوسط التغطية السحابية والمدن على طول مسار الكسوف
- رسومات ناسا